# Gerard De Fré
Gerard De Fré (Boom, 26 november 1909 - 8 mei 1998) was een Belgisch politicus voor de PVV. Hij was burgemeester van Boom.

## Biografie
In 1977 werd hij burgemeester van Boom, een mandaat dat hij uitoefende tot 1986. Van beroep was hij aannemer.